# Tegalsembadra
Tegalsembadra is een bestuurslaag in het regentschap Indramayu van de provincie West-Java, Indonesië. Tegalsembadra telt 3048 inwoners (volkstelling 2010).